# 埃列娜·莱乌什泰亚努
埃列娜·莱乌什泰亚努（羅馬尼亞語：Elena Leușteanu，1935年7月4日—2008年8月16日），罗马尼亚女子竞技体操运动员。她曾代表罗马尼亚获得1956年和1960年夏季奥运会体操比赛女子团体全能铜牌、1956年女子自由体操铜牌。她也参加了1964年夏季奥运会。